# Centraljava
Centraljava (eller på indonesisk Jawa Tengah) er en provins i Indonesien, beliggende på den centrale del af øen Java. Provinsen har et areal på 32.548 km2 og er beboet af ca. 31.820.000 indbyggere. Hovedstaden og den største by er Semarang.
Centraljava grænser mod vest op til provinsen Vestjava, og mod øst Østjava. Mod syd er der grænse til den lille Yogyakarta-provins, der tidligere har været en del af Centraljava.